# Club Atlético Argentino de Quilmes
O Club Atlético Argentino de Quilmes, conhecido apenas como Argentino de Quilmes, é um clube de futebol argentino da cidade de Quilmes, na província de Buenos Aires. Foi fundado em 1º de dezembro de 1899 e foi o primeiro clube de futebol fundado por argentinos. Seu estádio é Argentino de Quilmes, que tem capacidade para 10.000 pessoas. O clube atualmente disputa a Primera B Metropolitana, uma das duas ligas que compõem a terceira divisão do sistema de ligas de futebol da Argentina.

## História
O clube foi fundado em 1º de dezembro de 1899 como Club Argentino de Quilmes por um grupo de estudantes argentinos do Colégio Nacional de Buenos Aires, em resposta a hegemonia britânica no Quilmes Athletic Club, que não permitia em sua equipe jogadores argentinos "nativos". Ao contrário do se fazia no Quilmes AC, que homenageava os jogadores visitantes com o chá tradicional, o recém-fundado clube Argentino de Quilmes oferecia "mate", uma bebida tradicional muito popular na Argentina. Isso originou o apelido El Mate pelo qual o Argentino de Quilmes seria conhecido.[carece de fontes?]
Em 1902, o clube afiliou-se à The Argentine Association Football League (atual AFA) e começou a participar dos campeonatos nacionais, fazendo sua estreia na Primera División em 1912, onde permaneceu até 1918, quando foi rebaixado para a segunda divisão.[carece de fontes?]
O feito mais notável da história do clube foi a conquista da Primera B (segunda divisão argentina, na época) de 1938 vencendo os dois jogos da final ante sua grande rival: Quilmes Athletic Club no famoso Clásico Quilmeño. Além do título, também ganhou o acesso para a Primera División (primeira divisão) da temporada seguinte.[carece de fontes?] A primeira divisão de 1939 foi a única que contou com o Argentino na era profissional; mas ele logo seria rebaixado, sem vencer um só jogo (um dos integrantes era Isaac Scliar, que curiosamente seria rebaixado também defendendo o Quilmes, em 1951).
O Argentino de Quilmes conquistou a Primera C de 2018–19 (quarta divisão argentina), e assim, conseguiu o tão desejado acesso para a Primera B Metropolitana (terceira divisão) de 2019–20. O acesso veio a uma rodada do fim da temporada regular e após 15 anos de espera, o clube volta a pertencer à terceira categoria do futebol argentino, tudo isso graças a uma vitória com o placar mínimo em casa contra Victoriano Arenas.

## Estádio
O estádio do clube foi fundado em 1906 e fica no cruzamento das ruas Alsina e Cevallos, localizadas na cidade de Quilmes, no partido homônimo, situado na Buenos Aires. Tem capacidade para 10.00 espectadores.

## Títulos

### Campeonato Argentino de Futebol
- Segunda Divisão (1): Primera B de 1938
- Terceira Divisão (2): Primera C de 1945, 1988–89, 2018–19
- Quarta Divisão (1): Primera D de 2012–13